# Variabile (matematica)
In matematica, una variabile è un carattere alfabetico che rappresenta un numero arbitrario, non completamente specificato o del tutto sconosciuto ovvero incognito. Effettuare calcoli algebrici con le variabili come se fossero numeri espliciti permette di risolvere un gran numero di problemi. Per esempio, permette di scrivere formule generali, che contengono numeri arbitrari che devono essere poi specificati caso per caso. Permette anche di determinare il valore di un numero sconosciuto a priori. Casi tipici di variabili incognite sono presenti all'interno di equazioni da risolvere.

## Descrizione
Un tipico esempio è quello dell'equazione di primo grado {\displaystyle ax+b=0}.
Questa formula contiene 3 variabili: {\displaystyle a}, {\displaystyle b} e {\displaystyle x}. Le prime due rappresentano quantità che si assumono conosciute, ma che possono cambiare da equazione a equazione. L'ultima variabile rappresenta una quantità sconosciuta che si vuole determinare, ovvero la soluzione dell'equazione.
La formula risolutiva di questa equazione, {\displaystyle x=-{\tfrac {b}{a}}},
permette di risolvere ogni equazione di primo grado, sostituendo alle variabili {\displaystyle a} e {\displaystyle b} nella formula i numeri specificati dal problema, e determinando in questo modo il valore della variabile {\displaystyle x}.
Il concetto di variabile è inoltre fondamentale nello studio delle funzioni. Tipicamente, una funzione {\displaystyle y=f(x)} contiene due variabili, il suo argomento {\displaystyle x} e il suo valore {\displaystyle y}. In questo caso, il valore {\displaystyle y} dipende dalla scelta dell'argomento {\displaystyle x}, e lo scopo dell'analisi matematica è capire come varia il valore al variare dell'argomento.
Ad un livello più avanzato, una variabile può rappresentare un qualsiasi oggetto matematico, come ad esempio vettori, matrici, insiemi o funzioni.

## Storia del concetto
François Viète introdusse alla fine del sedicesimo secolo l'idea di rappresentare numeri conosciuti o sconosciuti con lettere, oggi chiamate variabili, e di eseguire calcoli con esse proprio come se fossero numeri: questo permetteva alla fine di trovare il risultato numerico mediante una semplice sostituzione. La convenzione utilizzata da Viète era di usare le consonanti per rappresentare i numeri che si consideravano conosciuti, e di usare le vocali per quelli sconosciuti, da determinare.
Nel 1637 Cartesio introdusse una notazione differente, in cui le variabili sconosciute erano rappresentate con le ultime lettere dell'alfabeto, x, y e z, mentre quelle conosciute con le prime, a, b, c.
A partire dal 1660, Isaac Newton e Gottfried Leibniz svilupparono indipendentemente il calcolo infinitesimale, che essenzialmente consiste nello studio di come una variazione infinitesimale di una variabile corrisponde alla variazione di un'altra quantità che è funzione della prima. Quasi un secolo dopo Eulero introdusse la notazione {\displaystyle y=f(x)} per una funzione {\displaystyle f}, il suo argomento x e il suo valore y.